# Arsène Wenger
Arsène Wenger, OBE (* 22. října 1949 Štrasburk) je bývalý francouzský fotbalista a do roku 2018 trenér londýnského Arsenalu. Je nejúspěšnějším a nejdéle působícím manažerem v tomto klubu. Od roku 1996 vyhrál s Arsenalem jedenáct hlavních trofejí. Wenger rovněž stojí za přeměnou anglického fotbalu z druhé poloviny 90. let, kdy zavedl změny v tréninkových metodách, změnil životosprávu svých hráčů a prosazoval filozofii, která kladla důraz na zábavné pojetí hry. Díky tomu se mu začalo přezdívat "Profesor".
Arsène Wenger, který vyrůstal v nedaleké vesnici Duttlenheim, se k fotbalu dostal díky svému otci. Jeho hráčská kariéra však nebyla příliš úspěšná, neboť její velkou část strávil hraním v amatérských klubech. Poté, co v roce 1981 získal manažerskou licenci, ukončil svoji aktivní fotbalovou kariéru. Teprve až v roli manažera se dočkal velkých úspěchů. Svojí trenérskou dráhu započal v týmu AS Cannes, kde pracoval jako asistent manažera. Manažerem se poprvé stal v roce 1984, kdy přestoupil do AS Nancy. Prvních trofejí se však dočkal až v dalším působišti v AS Monaco, se kterým vyhrál Division 1 a Francouzský pohár. V letech 1995 až 1996 působil v japonském týmu Nagoya Grampus Eight. Po úspěšném asijském angažmá se vrátil zpět do Evropy a stal se novým manažerem anglického Arsenalu. S tímto týmem vyhrál třikrát Premier League a dalších úspěchů se dočkal v pohárových soutěžích. V ročníku 2003/04 dokázal s týmem projít sezonou bez jediné porážky a připsat si rekord v počtu 49 utkání bez prohry. Arsène Wenger je rovněž znám pro svoji práci s mladými hráči, kterým dává ve svých týmech velký prostor.

## Mládí a hráčská kariéra
Arsène Wenger se narodil 22. října 1949 v alsaském městě Štrasburk. Malý Arsène vyrůstal společně se svými rodiči Alphonsem a Louise, starší sestrou a bratrem ve vesnici Duttlenheim, která se nachází třináct kilometrů jihozápadně od Štrasburku. Alphonse, stejně jako mnoho dalších Alsasanů, byl za 2. světové války po anexi Alsaska-Lotrinska odveden k německé armádě. Čtyři roky před narozením syna Arsèna byl poslán na východní frontu.
Přestože byl Arsène Wenger rodilým Francouzem, neuměl až do svých sedmi let mluvit francouzsky, neboť používal alsaský dialekt. Rodina provozovala obchod s automobilovými náhradními díly a malé bistro nazvané La Croix d'Or. Wenger později prohlásil, že si v této vesnici připadal jako v Kibuci, neboť se zde každý staral i o cizí děti. Ke svému dětství se vyjádřil i v roce 2009 během každoroční konference Asociace ligových manažerů.
„Není lepšího psychologického vzdělání než vyrůstat v hospodě, neboť když je vám pět nebo šest let, potkáte zde spoustu odlišných lidí a slyšíte, jak krutí k sobě mohou být. Od útlého věku tak dostanete praktické psychologické vzdělání, jak se dostat do lidské mysli. Nestává se často, že pěti nebo šestiletý chlapec z malé vesnice neustále žije s dospělými. Od lidí, kteří se v hospodě bavili o fotbale, jsem se naučil něco o taktice a výběru mužstva - kdo hraje na levém křídle a kdo by měl být v sestavě.“
Wengera přivedl k fotbalu jeho otec, který trénoval místní tým. Společně jezdívali na fotbalová utkání do Německa, kde navštěvovali zápasy Borussie Mönchengladbach. V Duttlenheimu bylo stejně jako v celém Alsasku velmi rozšířené náboženství, a tak i Arsène Wenger byl vychován jako katolík. K tomu, aby mohl se svými spolužáky hrávat fotbal, potřeboval častokrát získat povolení od místního kněze. Protože v Duttlenheimu žilo příliš málo obyvatel, bylo sestavení týmu z jedenácti hráčů stejné věkové kategorie velmi náročné. V důsledku toho nehrál Wenger až do svých dvanácti let za žádný fotbalový tým.
Většinu svého mládí strávil Wenger hraním fotbalu a organizováním zápasů pro místní tým FC Duttlenheim. Ve věku šestnácti let si poprvé zahrál za první tým a následně se připojil k nedalekému třetidiviznímu klubu AS Mutzig. Tým vedl Max Hild, který se stal jeho rádcem a v pozdější době mu pomáhal s manažerskými rozhodnutími. Jeho tým byl považovaný za nejlépe hrající amatérské družstvo v Alsasku. Wengerova hráčská kariéra nebyla příliš úspěšná. Hrával na vícero postech a prezident FC Duttlenheimu ho popsal následovně: „měl schopnost si pohlídat míč… zdálo se, že má na hřišti absolutní přehled a nepochybně měl vliv na své spoluhráče.“ V roce 1973 přestoupil do mylhúzského týmu FC Mulhouse. Během tohoto období rovněž navštěvoval fakultu ekonomických věd a manažmentu (Faculté des sciences économiques et de gestion) na Štrasburské univerzitě. Svá studia zakončil ziskem magisterského titulu v roce 1974. Wenger, který stále hrál jako amatér, si uvědomil důležitost a užitečnost cizích jazyků, a tak absolvoval třítýdenní jazykový kurz se zaměřením na angličtinu na univerzitě v Cambridgi. Po dvou sezónách strávených v Mulhouse, během kterých odehrál 56 ligových utkání, přestoupil do amatérského týmu ASPV Strasbourg, který vedl jeho dřívější trenér z Mutzigu Max Hild.
V roce 1978 přestoupil do prvoligového týmu RC Strasbourg. Svůj debut v nejvyšší francouzské lize si odbyl v utkání proti Monacu. Během tří sezon strávených v tomto klubu odehrál pouze třináct utkání. Dva z nich odehrál v ročníku 1978/79, kdy RC Strasbourg vyhrálo Division 1, a jedno utkání si připsal v Poháru UEFA. V roce 1981 získal manažerskou licenci, ukončil aktivní hráčskou kariéru a stal se trenérem mládežnického týmu RC Strasbourg.

## Manažerská kariéra

### Nancy a AS Monaco: 1984–1994
V roce 1983 se stal asistentem manažera v druholigovém týmu AS Cannes. O rok později byl na doporučení Alda Platiniho (otec Michela Platiniho a klubový sportovní ředitel) přijat na post manažera v prvoligovém AS Nancy. Během jeho první sezony v roli manažera skončilo Nancy na jedenácté příčce, čímž si polepšilo o čtyři místa oproti předchozí sezoně. V následující sezoně 1985/86 skončil Wengerův tým na 18. pozici a o své setrvání v nejvyšší soutěži musel bojovat v play-off. Přestože se to povedlo, v následující sezoně již tým v Division 1 udržet nedokázal. Nancy skončilo ještě o jednu příčku níže a sestoupilo do Division 2. Platini na jeho obranu později řekl: „Nebyla to jeho chyba. Neměl k dispozici žádné peníze, které by mohl použít.“
Během svého působení v Nancy na sebe upozornil jiný prvoligový tým, AS Monaco. Arsène Wenger chtěl této výzvy využít, a proto na začátku sezony 1986/87 nabídl prezidentovi klubu svoji rezignaci, který jí však odmítl. Když Nancy o rok později sestoupilo, byl Wengerovi po vzájemné dohodě odchod povolen. Ten následně zamířil na jih země do Monaca, kde nahradil rumunského manažera Ștefana Kovácse.
Wenger si po svém nástupu ihned vyhlédl několik posil. Jako volného hráče získal z Tottenhamu Hotspur anglického záložníka Glenna Hoddla a ze Girondins de Bordeaux Patricka Battistona. Z AC Milan přivedl dalšího anglického reprezentanta, útočníka Marka Hateleyho. Ve své první sezoně získal s klubem ligový titul, když skončili šest bodů před druhým Girondins de Bordeaux. Přestože v následující sezoně 1988/89 nastříleli mnohem více branek, což bylo hlavně zásluhou nové posily liberijského útočníka George Weaha, skončili až třetí za týmy Olympique Marseille a Paris Saint-Germain. V tomto ročníku se jim naopak dařilo ve Francouzském poháru, ve kterém dokráčeli až do finále. Ve finálovém utkání hraném na pařížském stadionu Parc des Princes však podlehli Olympique Marseille 3-4.
V sezoně 1989/90 skončilo AS Monaco opět na třetí příčce. Nejlepším klubovým střelcem se stal Ramón Díaz, který ve své první sezoně za Monaco vstřelil patnáct banek. Wenger se rovněž rozhodl zapojit do dění v prvním týmu více mladých hráčů. V roce 1990 přivedl ze Strasbourgu 23letého Youri Djorkaeffa a z rezervního týmu si vybral Liliana Thurama a Emmanuela Petita. Sezonu 1990/91 zakončilo Monaco na druhém místě, avšak tentokrát již zvládli finálový zápas Francouzského poháru, ve kterém porazili ligového vítěze Olympique Marseille. Výhru jim zajistil v poslední minutě utkání střídající Gérald Passi. V následujícím ročníku obhájilo Monaco druhou příčku v Division 1 a v Poháru vítězů pohárů podlehli ve finále 0-2 Werderu Brémy. Přestože se Wengerovi podařilo v létě 1992 získat německého útočníka Jürgena Klinsmanna, již s Monacem žádnou trofej nevyhrál. V sezoně 1992/93 skončili na třetí příčce a o rok později dokonce až na místě devátém. Během své poslední sezony 1993/94 zažil Wenger menší úspěch v podobě postupu do semifinále Ligy Mistrů, kde byl jeho tým vyřazen pozdějším vítězem AC Milán. Jeho reputace po tomto evropském tažení ještě více vzrostla a o jeho služby projevil zájem německý Bayern Mnichov. Monaco však odmítlo Wengera uvolnit, a tak zůstal v klubu i nadále. Avšak po špatném startu do sezony 1994/95, kdy se tým nacházel až na sedmnácté příčce, byl Wenger 17. září 1994 propuštěn. V roce 2001 Wenger řekl, že jeho rozhodnutí opustit Francii ovlivnila korupce, která v té době hýbala francouzským fotbalem. Například Olympique Marseille, který získal řadu trofejí právě na úkor Monaca, byl v roce 1994 shledán vinným z podplácení zápasů.

### Nagoya Grampus Eight: 1995–96
V lednu 1995 se Arsène Wenger stal novým manažerem japonského celku Nagoya Grampus Eight. Jako svého asistenta si vybral bývalého manažera francouzského celku Valenciennes Boro Primorace. Ten se v následujících letech stal jeho pravou rukou a spolupracují spolu dodnes. Wenger strávil v Japonsku osmnáct úspěšných měsíců, během kterých vyhrál Japonský superpohár a Císařský pohár. V roce 1995 byl jako historicky první zahraniční manažer zvolen ligovým manažerem roku. V jeho poslední sezoně, v ročníku 1996, dokázal Nagoyu Grampus Eight dostat ze dna tabulky až na konečné druhé místo, což bylo jejich historicky nejlepší umístění. Tento historický zápis byl překonán až v roce 2010, kdy Nagoya pod vedením manažera Dragana Stojkoviće vyhrála titul.

### Arsenal: 1996–2018
V srpnu 1996 byl propuštěn manažer Arsenalu Bruce Rioch. Navzdory předpovědím mnoha bookmakerů, že novým manažerem se stane bývalý trenér Barcelony Johan Cruijff, byl 30. září 1996 oficiálně oznámen příchod Arsène Wengera. Wenger byl blízký přítel viceprezidenta Arsenalu Davida Deina, se kterým se poprvé setkal v roce 1988 během utkání mezi Arsenalem a Queens Park Rangers. Přestože mu byla dříve nabízena funkce technického ředitele v Anglické fotbalové asociaci, byl Wenger pro fanoušky relativně neznámým. Noviny Evening Standard oznámily jeho jmenování titulkem „Arsène Kdo?“.
| „                                     | V první chvíli jsem si pomyslel: Co tenhle Francouz ví o fotbale? Nosí brýle a vypadá v nich spíše jako učitel. Nemůže být stejně tak dobrý jako byl George (Graham). Umí vůbec pořádně mluvit anglicky? | “ |
| — Tony Adams, bývalý kapitán Arsenalu | |   |

Měsíc před svým příchodem doporučil vedení, aby koupilo francouzského záložníka Patricka Vieiru a Rémi Gardeho. Na lavičce Arsenalu debutoval Arsène Wenger 12. října 1996 v utkání proti Blackburnu Rovers, které skončilo vítězstvím 2-0. Ve své první sezoně v Premier League dovedl tým k celkovému třetímu místu. Od druhé příčky, která zajišťovala postup do kvalifikace o Ligu Mistrů, je dělilo jen o tři branky horší skóre, než měl druhý Newcastle United.

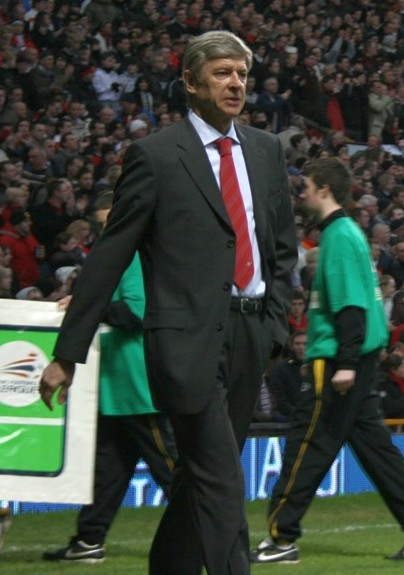
Wenger během utkání 5. kola FA Cupu proti Manchesteru United, únor 2008

Ve své druhé sezoně 1997/98 vyhrál s Arsenalem ligový titul a FA Cup, čímž zkompletoval vysoce ceněný „double“, který Arsenal získal po druhé ve své historii. Cestu k ligovému titulu však neměli lehkou. Většina odborníků Arsenal odepsala, neboť po domácí prohře 1-3 s Blackburnem Rovers ztráceli šest týdnů před koncem sezony na vedoucí Manchester United dvanáct bodů. Arsenal však v závěru předvedl skvělou formu a titul si zajistil již dvě kola před koncem. Klíčem k úspěchu byla pevná obrana ve složení Tony Adams, Steve Bould, Nigel Winterburn, Lee Dixon a Martin Keown, kteří svými výkony přispěli v období od ledna do března k řadě osmi zápasů bez jediné obdržené branky. V útočné fázi byl hlavním strůjcem jejich výtečné formy Dennis Bergkamp, který byl podporovaný ze středové řady Petitem, Vieirou a Overmarsem. Rovněž se začal prosazovat mladý útočník Nicolas Anelka.
Následující sezona již nebyla tak úspěšná, přestože Arsenal bojoval v mnoha soutěžích až do posledních fází. V lize neobhájili titul a skončili druzí, pouhý bod za prvním Manchesterem United. Stejný soupeř jim překazil i cestu za obhajobou FA Cupu. V semifinálovém utkání byli vyřazeni brankou Ryana Giggse v prodloužení. O rok později Arsenal selhal ve finálovém utkání Poháru UEFA proti tureckému Galatasarayi, který je porazil v penaltovém rozstřelu, a v roce 2001 byli poraženi Liverpoolem ve finále FA Cupu. Toto neplodné období vyvolalo v médiích spekulace o jeho odchodu a přesunu do Barcelony. Navzdory všem předpokladům podepsal v červenci 2001 s Arsenalem nový čtyřletý kontrakt a pokračoval v přestavbě týmu. Téhož roku přivedl do týmu Sola Campbella z Tottenhamu Hotspur a Giovanni van Bronckhorsta ze skotského Rangers. Posily z předchozích přestupních období Freddie Ljungberg, Thierry Henry a Robert Pires se již usadily v prvním týmu.
V ročníku 2001/02 ukončil již poměrně dlouhé čekání na trofej a získal s mužstvem druhý double. Zisk ligové trofeje potvrdili v předposledním utkání sezony na Old Trafford. Útočník Sylvain Wiltord vstřelil vítězný gól a zajistil tak klubu dvanáctý titul v historii a třetí double, neboť o čtyři dny dříve porazil Arsenal ve finále FA Cupu 2-0 Chelsea. Arsenal v této sezoně dal v každém utkání minimálně jeden gól a ze hřiště soupeřů neodešel nikdy poražen.
Dobrou formu si Arsenal přenesl i do následujícího ročníku. Vítězstvím 4-1 na Elland Road proti Leedsu United překonali historický rekord Nottinghamu Forest, který neprohrál na hřišti soupeřů dvacet dva utkání v řadě. Říjnové vítězství 3-1 nad Sunderlandem znamenalo pro Arsenal třicáté utkání bez porážky v řadě, čímž překovali rekord Premier League, který do té doby držel Manchester United s dvaceti devíti zápasy. Impozantní forma Arsenalu vedla Wengera k prohlášení, že tým by mohl projít sezonou bez jediné prohry. První porážka Wengerova týmu však přišla již 19. října 2002, kdy jeho tým podlehl Evertonu. I přes občasné bodové ztráty se Arsenal v březnu držel na první příčce s osmi bodovým náskokem před Manchesterem United. Vedení si však nedokázali udržet a jejich konkurent je v posledních týdnech předběhl. Mírnou kompenzací za tento nepovedený závěr sezony byl zisk FA Cupu, třetího pod Wengerovým vedením. Ve finálovém utkání jeho tým porazil Southampton 1-0 a stal se tak prvním manažerem od roku 1982, který obhájil zisk této trofeje.
V sezoně 2003/04 již dokázal projít sezonou bez jediné prohry a po třetí získat titul Premier League. Poslední, kdo dosáhl podobného úspěchu, byl Preston North End o 115 let dříve. Arsenal rovněž vytvořil rekord v počtu neprohraných utkání v řadě, který činil 49 utkání. Porazit je dokázal až Manchester United, se kterým 24. října 2004 prohráli 0-2. Ročník 2004/05 je zastihl opět v dobré formě, avšak v lize skončili na druhém místě s dvanácti bodovou ztrátou na Chelsea. Arsenal si připsal alespoň vítězství v FA Cupu, když ve finále v penaltovém rozstřelu porazili Manchester United.
Po tomto plodném období přišel menší útlum a Wengerovo tým skončil v sezonách 2005/06 a 2006/07 až na čtvrtém místě. Bylo to podruhé, co Wenger skončil s Arsenalem mimo první dvě místa ligové tabulky. Největším úspěchem v těchto dvou sezonách byl postup do finále Ligy Mistrů v roce 2006. Arsenal však v tomto duelu nestačil na Barcelonu a podlehl jí 1-2. V létě 2006 se Arsenal přestěhoval na nový stadion, což Wenger označil jako „nezbytnost pro budoucnost klubu, aby mohl dále soutěžit na nejvyšší úrovni“. V únoru 2007 se Arsenal probojoval do finále Ligového poháru. Tým složený z mladých hráčů, kterým Wenger dával v této soutěži prostor, však ve finále nestačil na Chelsea a podlehl jí 1-2.

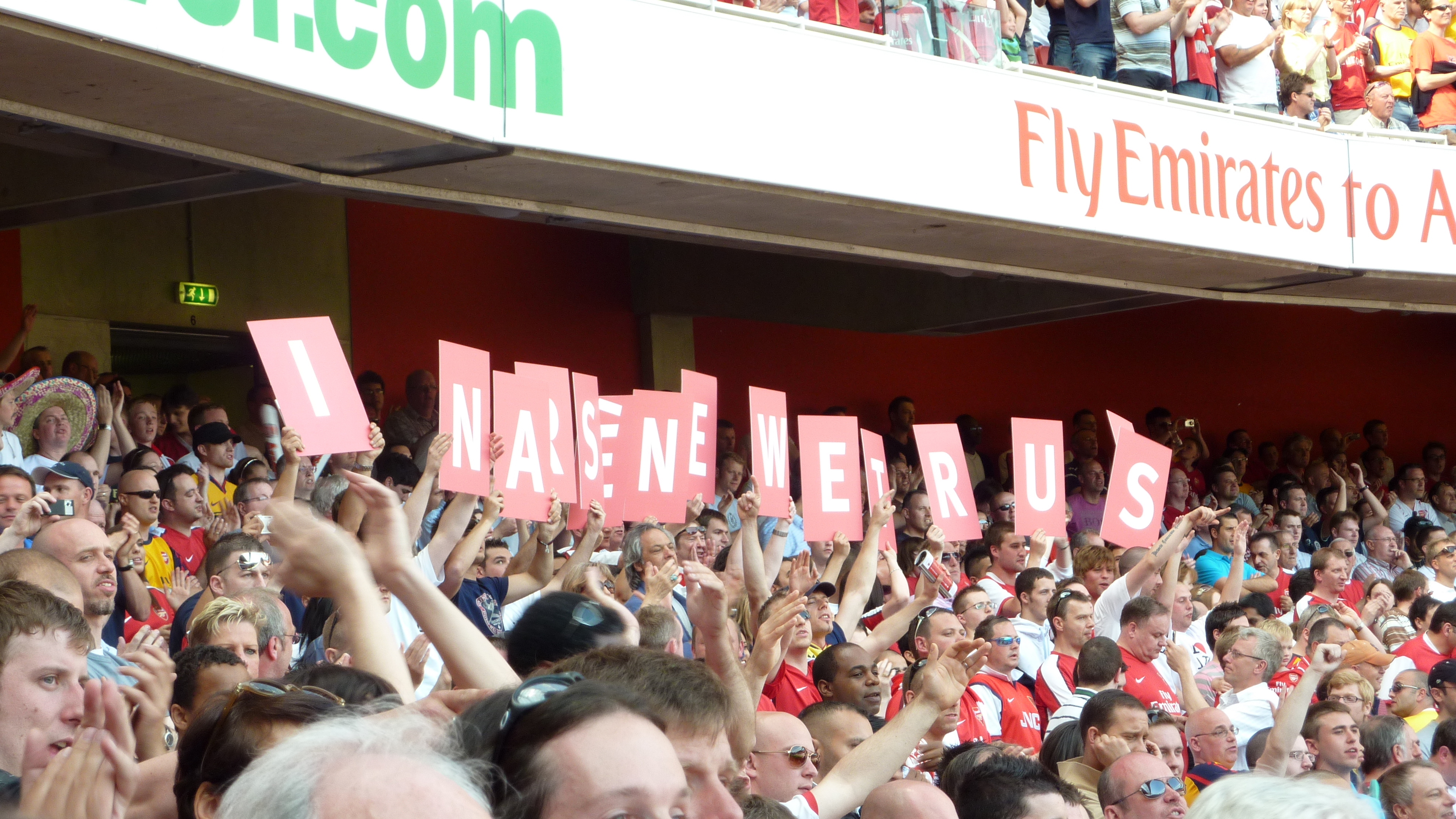
Fanoušci Arsenalu drží karty s nápisem „In Arsène we trust“

Poté, co v dubnu 2007 opustil Arsenal viceprezident David Dein a o dva měsíce později kapitán Thierry Henry, bylo nejisté, zda Wenger povede tým i do další sezony. Různé spekulace však utnul v září 2007 podpisem nové tříleté smlouvy. Wenger označil Arsenal za „klub jeho života“. Arsenal vykročil do nové sezony 2007/08 ve velkém stylu. Arsenal se stal prvním týmem, který v únoru 2008 dosáhl šedesáti bodů a ještě v březnu měli na svém kontě pouze jednu prohru. Zlom však nastal koncem února, kdy v utkání proti Birminghamu City soupeř způsobil Eduardovi otevřenou zlomeninu nohy. V následujících sedmi utkáních získal Wengerův tým pouze jediné vítězství. Postupně se v tabulce propadli až za Manchester United a Chelsea. Sezonu skončili na třetím místě.
Přes špatný start do nové sezony 2008/09, dokázal Wenger sérií dvaceti jedna utkání bez porážky dostat Arsenal na místo zaručující postup do dalšího ročníku Ligy Mistrů. V této soutěži se dostali až do semifinále, stejně jako v FA Cupu. Wenger se však znovu stal terčem otevřené kritiky ze strany fanoušků Arsenalu. V sezoně 2009/10 skončil Arsenal na třetí příčce a v Lize Mistrů byl vyřazen ve čtvrtfinále Barcelonou. V srpnu 2010 podepsal Arsène Wenger novou tříletou smlouvu s Arsenalem. V sezoně 2010/11 se Arsenal opět dostal až do finále Ligového poháru, ale ani tentokrát neuspěl a prohrál 1-2 s papírově slabším Birminghamem City. Po tomto utkání následovala řada jedenácti ligových utkání, ve kterých zvítězili pouze dvakrát. Sezonu zakončili na čtvrtém místě a rovněž byli vyřazeni z FA Cupu a Ligy Mistrů, kde nestačili na Manchester United a Barcelonu.
Na začátku sezony 2011/12 Arsenal prodal hráče základní sestavy Cesca Fábregase a Samira Nasriho. Prodej opor týmu a řada zranění vedla k prohře 2-8 s Manchesterem United na Old Trafford, což byla největší klubová prohra za posledních 115 let. Sir Alex Ferguson, manažer Manchesteru United, se Wengera po utkání zastal a bránil ho před vzrůstající kritikou, která se týkala jeho neochoty utrácet za hráče velké peníze. Přes špatný začátek, kdy se klub v jednu chvíli nacházel až na sedmnácté příčce, zakončil Wenger sezonu na třetím místě, které zaručovalo přímý postup do Ligy Mistrů. Arsène Wenger se tak s Arsenalem dokázal po patnácté v řadě do této prestižní soutěže kvalifikovat.
20. dubna 2018 Wenger oznámil, že po konci sezóny v Arsenalu skončí.

## Přístup a filozofie
BBC Sport charakterizovalo Arsène Wengera jako trenéra, který strávil celou svoji kariéru budováním týmů, které vyhrávaly trofeje a přitom bavily diváky svojí ofenzivní hrou. Fotbal v jeho podání je naprosto odlišný od toho, který praktikují jeho soupeři. Přestože byl po mnoho let věrný rozestavení 4-4-2, tak od roku 2005 začal praktikovat rozestavení 4-5-1. Od sezony 2009/10 začal využívat rozestavení 4-3-3, ve kterém si jeho pět útočících hráčů často vyměňovalo své pozice. Tým byl často kritizován za nedostatek „zabijáckého instinktu“ a snahu vstřelit „hezký“ gól na úkor „obyčejného“.
Vzhledem k tomu, že Wenger příliš často neposkytuje rozhovory, které nesouvisí s fotbalem, není toho příliš známo o jeho osobních pocitech. Život v Japonsku mu pomohl ovládat své emoce a chování v pozici manažera. Wenger o tom říká: „Každý se tam ovládá. Pokud ukážete své emoce, smějí se vám.“ Jeho chování bývalo kdysi klidné, a odráželo tak jeho přezdívku „Le Professeur“, ale během posledních let se dosti změnilo a je mnohem častěji vidět, jak „pobíhá“ při postranní čáře. Například v dubnu 2003, kdy Arsenal na konci utkání s Boltonem Wanderers obdržel vyrovnávací branku, si Wenger z frustrace rozvázal kravatu a rozepnul manžety. V roce 2005 byl po prohrách s Chelsea a Manchesterem United popsán jako „rozhněvaný a frustrovaný“.

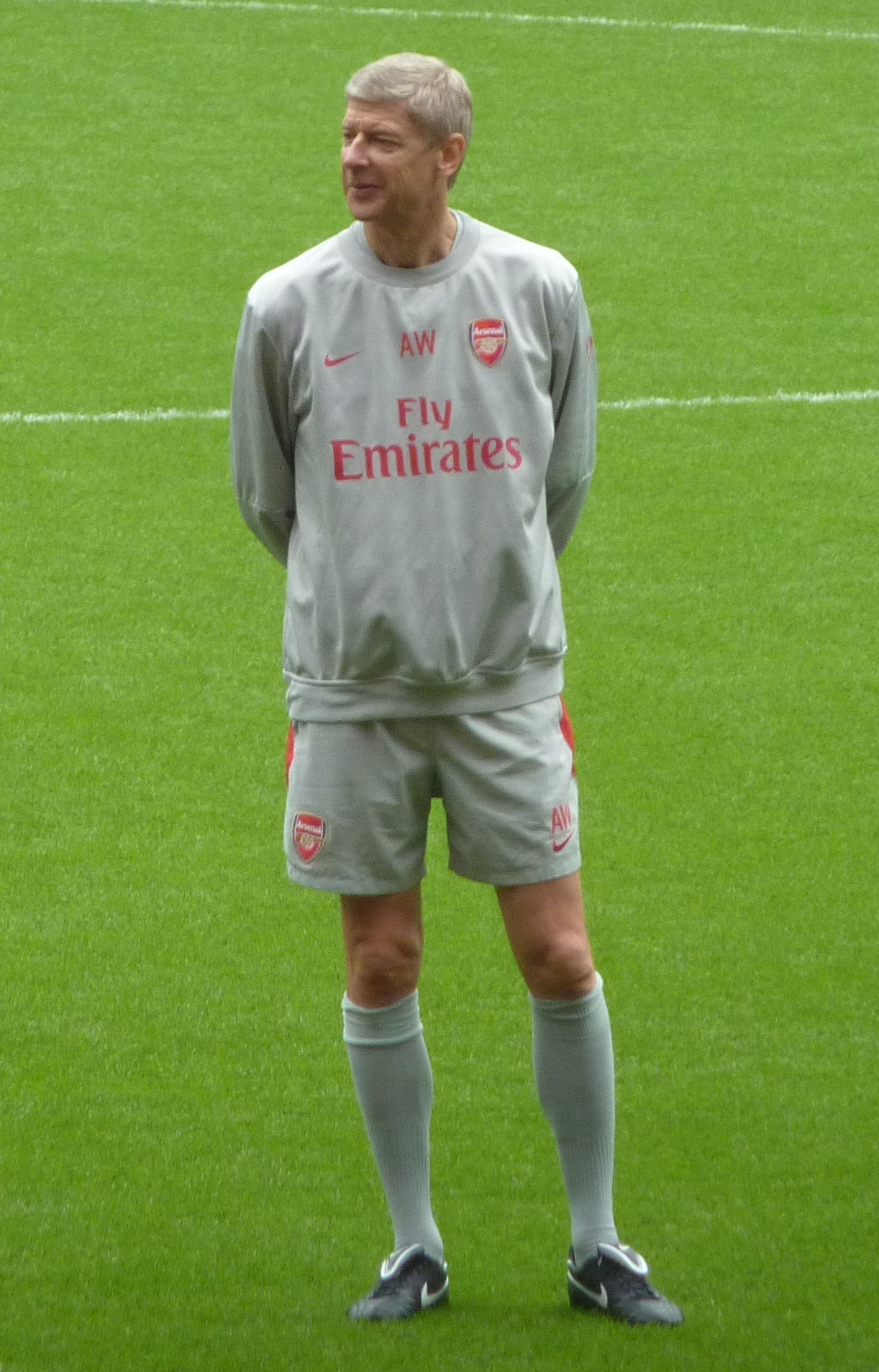
Arsène Wenger během tréninku

Aby Arsène Wenger zjistil, zda jsou jeho hráči mentálně připravený hrát v jeho mužstvu, podstupují každé dva roky psychometrické testy. Rovněž podporuje hráče v tom, aby své problémy řešili sami. Když se ho hráč s míčem zeptá, co má teď udělat, Wenger mu odpoví slovy: „Rozhodni se sám! Proč si to nepromyslíš?“ Navíc několik hráčů pod jeho vedením znovu nastartovalo svoji kariéru. Thierry Henry, jeho bývalý protégé z Monaca, se pod jeho vedením posunul z křídla do role útočníka a později se stal historicky nejlepším střelcem Arsenalu. Arsène Wenger se rovněž umí za své hráče postavit, stejně jako to udělal v roce 1996, kdy kapitán Arsenalu Tony Adams začal bojovat se svým alkoholismem. Dennis Bergkamp, který strávil posledních jedenáct sezon své kariéry v Arsenalu, chválil Wengera za to, že z něj dostal to nejlepší, co v něm bylo.
Během svého působení v Monacu získal Wenger pověst hledače mladých talentů. Do Monaca například přivedl z kamerunského týmu Tonnerre Yaoundé liberijského útočníka George Weaha, který v roce 1995, již v dresu AC Milán, získal ocenění Fotbalista roku, a z RFC de Liège získal Victora Ikpebu, který se v roce 1997 stal Africkým fotbalistou roku. Když Weah přebíral od prezidenta FIFA cenu pro nejlepšího hráče světa za rok 1995, pozval na pódium svého bývalého manažera z Monaca a předal mu svoji medaili jako poděkování za to, že ho tehdy objevil. Během své manažerské kariéry v Arsenalu podepsal smlouvu s dalšími relativně neznámými a nezkušenými fotbalisty, ze kterých vychoval přední hráče světového fotbalu. Mezi ně například patří Patrick Vieira, Francesc Fábregas, Robin van Persie či Kolo Touré. Wenger mladým hráčům důvěřuje a snaží se tak získat mladé talenty různých národností na úkor zkušenějších fotbalistů. Wenger se k této filozofii vyjádřil: „Cítil jsem, že by mohlo být zajímavé sledovat kvalitní hráče, jak vyrůstají pospolu a s láskou ke klubu. Byla to idealistická vize světového fotbalu.“ Prezident UEFA Michel Platini a předseda Bayernu Mnichov Karl-Heinz Rummenigge tuto politiku otevřeně kritizovali a přirovnali tyto metody k obchodu s dětmi. Wenger na svoji obranu řekl: „Podívejte se na Santa Cruze z Blackburnu. Zeptejte se ho, kolik mu bylo let, když přišel do Bayernu Mnichov. Pak budete mít odpověď pro Rummeniggeho.“
Přestože během své kariéry v Arsenalu uskutečnil několik drahých přestupů, je množství vynaložených peněz v porovnání s konkurencí několikanásobně nižší. Průzkum v roce 2007 ukázal, že se Wenger stal jediným manažerem v Premier League, který po přestupovém období vygeneroval zisk. Mezi lety 2004 až 2009 dokázal na přestupech vydělat každoročně v průměru 4,4 milionu liber, což bylo daleko více než jakýkoliv jiný klub v anglické soutěži. Pozoruhodným příkladem jeho chytrosti na přestupovém trhu byl nákup Nicolase Anelky v roce 1997 z Paris Saint-Germain, za kterého zaplatil pouze 500 000 liber a o dva roky později ho za 23,5 milionu liber prodal do Realu Madrid. Za získanou částku nakoupil tři nové hráče (Henry, Pirés a Wiltord), kteří se stali významnou součástí týmu v následujících úspěšných letech. Získané prostředky rovněž posloužily ke stavbě nového tréninkového centra v Colney, které vzniklo na Wengerovu žádost. Obrana Arsenalu, která v roce 2006 vytvořila nový rekord Ligy Mistrů, když v deseti po sobě jdoucích utkáních udržela čisté konto, stála klub méně než pět milionů liber. Wengerova nechuť vydávat na přestupy velké částky ještě vzrostla poté, co se klub přestěhoval na Emirates Stadium. To je rovněž označováno za hlavní důvod, proč Wengerův tým přestal vyhrávat trofeje. Arsenal se soustředil na výchovu mladých hráčů, což však velký úspěch v podobě trofejí nepřineslo. Francouzský obránce z Manchesteru United Patrice Evra označil Arsenal jako „fotbalové tréninkové centrum“, které není schopné vyhrát žádnou trofej. Dalšími důvody, které po dlouhou dobu držely Wengerův tým mimo hru o poháry, byly odchody klíčových hráčů. V únoru 2012 oznámil Arsenal zisk 46,1 milionů liber, z čehož velkou část tvořily právě příjmy z odchodů Cesca Fábregase, Samira Nasriho a Gaëla Clichyho. Arsène Wenger je velkým zastáncem fotbalového finančního fair play. Je dlouhodobým kritikem přístupu mnoha klubů, jako například Chelsea, Manchesteru City či Realu Madrid, které každoročně utratí více peněz než si samy vydělají. Tento styl financování označuje jako „finanční doping“.

### Cizinci v Arsenalu
Pod vedením Arsène Wengera začalo v Arsenalu svoji kariéru několik anglických fotbalistů. Mezi nimi například byli Ashley Cole, David Bentley, Steve Sidwell, Jermaine Pennant či Matthew Upson. Rovněž mezi ně patří hráči jako Theo Walcott, Kieran Gibbs, Jack Wilshere a Alex Oxlade-Chamberlain, kteří stále v klubu působí. Přesto bývá Wenger často kritizován za upřednostňování zahraničních fotbalistů. V ligovém utkání hraném 14. února 2005 proti Crystal Palace nebyl v šestnáctičlenné sestavě jediný britský fotbalista, což se stalo poprvé v klubové historii. Výkonný ředitel Profesionální fotbalové asociace Gordon Taylor se vyjádřil, že by to mohl být začátek „znepokojujícího vzoru pro anglický fotbal“. V roce 2006 se nechal anglický manažer Alan Pardew slyšet, že úspěch Arsenalu v Lize Mistrů „nebyl nutně triumfem pro britský fotbal“. Wenger otázku národnosti viděl jako irelevantní a řekl: „Když reprezentujete klub, je to o hodnotách a kvalitě, ne o cestovním pasu“. Wenger měl však i svoje zastánce. Mezi nimi byl i ředitel pro fotbalový rozvoj z Fotbalové asociace, který prohlásil, že pokud jeden z nejúspěšnějších anglických celků má nedostatek anglických hráčů, je to spíše odrazem počtu anglických talentů než samotným Wengerem.

### Týmová disciplína a fair play
Arsenal byl během působení Arsène Wengera často kritizován za nedisciplinovanost, neboť mezi roky 1996 až 2010 obdrželi jeho hráči celkem 80 červených karet. Přesto v letech 2004 a 2005 skončil Wengerův tým na první příčce v tabulce fair play. Toto prvenství skoro obhájili i v roce 2006, kdy skončili na druhém místě. V následujících letech až do roku 2009 byli Wengerovi svěřenci vždy mezi čtyřmi nejslušnějšími celky Premier League. V roce 2010 opět stanuli na vrcholu této kategorie. Wenger ukázal své největší fair play gesto v únoru 1999, kdy bezprostředně po utkání pátého kola FA Cupu proti Sheffieldu United nabídl soupeři opakování utkání, neboť jeho mužstvo zvítězilo za kontroverzních okolností. Vítězný gól utkání, který vstřelil Marc Overmars, totiž padl po situaci, kdy Nwankwo Kanu nevrátil míč soupeři, který ho zakopl do zámezí kvůli ošetření svého hráče. Arsenal opakované utkání vyhrál 2-1.

## Ocenění

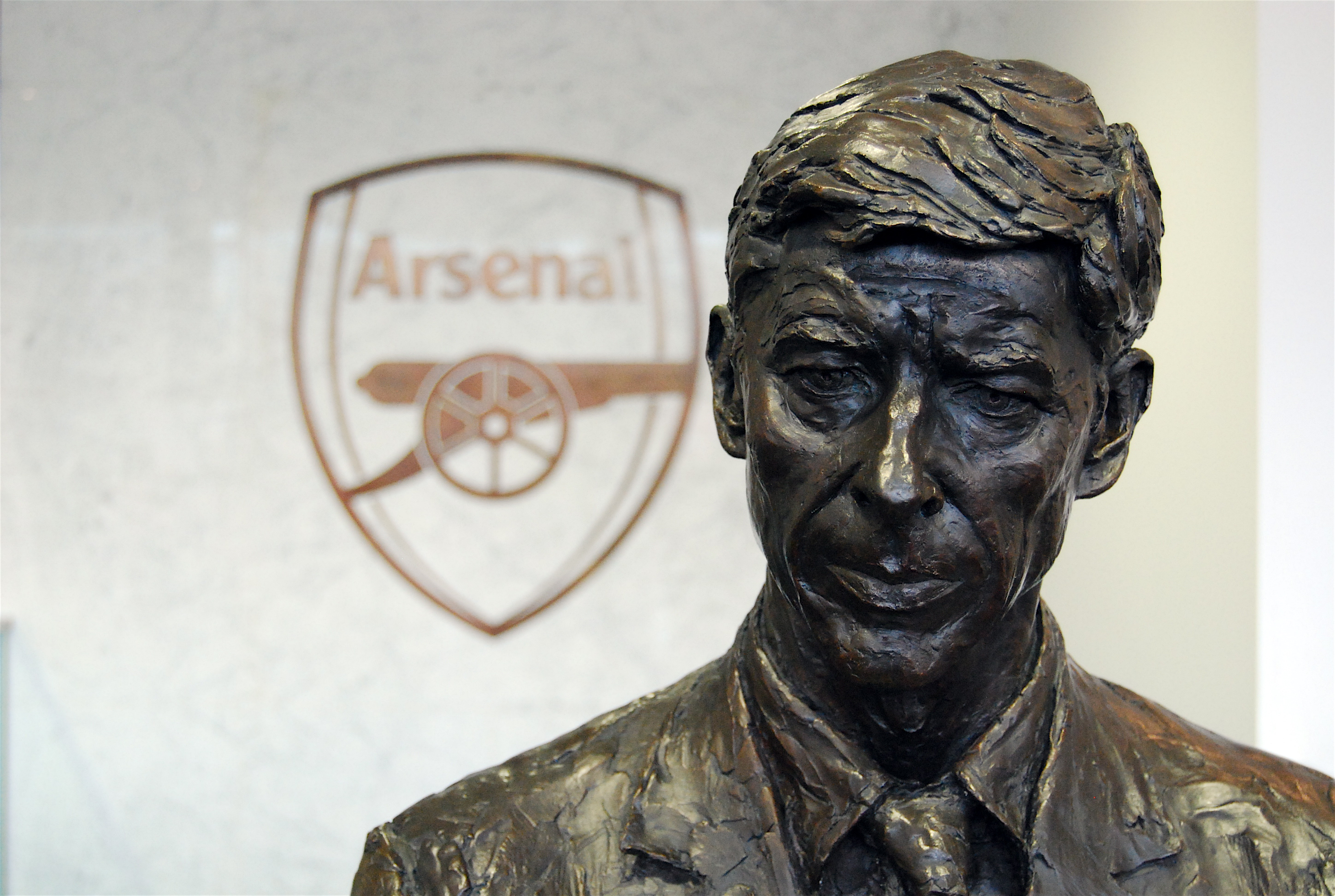
Bronzová busta Arsène Wengera

Wengerovi se v Arsenalu dostává velké podpory jak z řad fanoušků, tak i od představenstva klubu, které má v něj a jeho vizi mimořádnou důvěru. Přestože Wenger s klubem od roku 2005 nevyhrál žádnou trofej, tak se v každém utkání objevují v hledišti transparenty s hesly jako „Arsène knows“ či „In Arsène we trust“. Bývalý viceprezident Arsenalu David Dein označil Wengera jako nejdůležitějšího manažera v historii klubu: „Arsène dělá zázraky. Změnil celý klub. Přeměnil hráče ve světové hráče. Od začátku jeho působení u nás můžeme sledovat fotbal jako z jiné planety.“ Ve stejném duchu se vyjádřila i řada jeho kolegů či bývalých fotbalistů jako například Alex Ferguson, Josep Guardiola, Patrick Vieira a Brian Clough, který popsal Wengera jako „skvělého manažera“, když s Arsenalem překonal jeho rekord 42 utkání v řadě bez porážky, kterého dosáhl s Nottinghamem Forest. Bývalý manažer Watfordu Graham Taylor pochválil Wengerův přínos pro anglický fotbal: „Změnil kulturu, změnil filozofii, což myslím bylo nejdůležitější. Věřím, že jeho největším přínosem pro fotbal byla myšlenka, že se hráči musí správně připravovat a starat se o sebe“. Americký baseballový manažer Billy Beane označil Wengera za svého idola, u kterého především obdivoval jeho přestupovou strategii.
Wenger v roce 2002 obdržel Řád čestné legie, nejvyšší francouzské vyznamenání. V roce 2003 obdržel za své služby britskému fotbalu Řád britského impéria. V roce 2006 byl po deseti letech strávených v Arsenalu uveden do Anglické fotbalové síně slávy a stal se tak druhým zahraničním manažerem, kterému se této pocty dostalo. Představenstvo klubu mu v roce 2007 nechalo zhotovit bronzovou bustu, která byla podobná té, která byla dříve vyrobena na památku Herberta Chapmana, bývalého úspěšného manažera Arsenalu. Wengerovo jméno nese i asteroid 33179 Arsènewenger, který byl po něm pojmenován astronomem Ianem Griffinem, též fanouškem Arsenalu. V lednu 2011 byl Arsène Wenger zvolen Mezinárodní federací fotbalových historiků a statistiků světovým manažerem desetiletí.

## Osobní život
Arsène Wenger je ženatý s bývalou basketbalistkou Annie Brosterhous, se kterou má dceru Léu (narozená v roce 1997). Společně žijí v londýnské čtvrti Totteridge, která se nachází v městském obvodu Barnet. Svůj volný čas tráví především studováním fotbalových utkání a zajímá se o politiku a umění. Mimo své manažerské povinnosti pracuje od roku 2004 jako komentátor pro francouzskou televizní stanici TF1. Rovněž působí ve světě jako velvyslanec projektu Nike Football. Wenger plynně ovládá francouzštinu, němčinu a angličtinu, dále pak hovoří italsky, španělsky a japonsky. Exkluzivně pro japonský trh vydal v roce 1997 knihu s názvem Duch vítěze (japonsky: 勝者のエスプリ, Šóša no Espuri), která se zaměřuje na fotbalový management.

## Statistiky

### Hráčské
|        | 1969/70 | AS Mutzig       | CFA                | −  |    | − |   | − |    | − |  | − |  | − |  | −  |  | − |
|        | 1970/71 | AS Mutzig       | Division 3         | −  |    | − |   | − |    | − |  | − |  | − |  | −  |  | − |
|        | 1971/72 | AS Mutzig       | Division 3         | −  |    | − |   | − |    | − |  | − |  | − |  | −  |  | − |
|        | 1972/73 | AS Mutzig       | Division 3         | −  |    | − |   | 3 |    | 1 |  | − |  | − |  | 3  |  | 1 |
|        | 1973/74 | FC Mulhouse     | Division 2         | 25 |    | 2 |   | − |    | − |  | − |  | − |  | 25 |  | 2 |
|        | 1974/75 | FC Mulhouse     | Division 2         | 31 |    | 2 |   | − |    | − |  | − |  | − |  | 31 |  | 2 |
|        | 1975/76 | ASPV Strasbourg | Bas-Rhin           | −  |    | − |   | 3 |    | 1 |  | − |  | − |  | 3  |  | 1 |
|        | 1976/77 | ASPV Strasbourg | Division d'Honneur | −  |    | − |   | 5 |    | 0 |  | − |  | − |  | 5  |  | 0 |
|        | 1977/78 | ASPV Strasbourg | Division 3         | −  |    | − |   | − |    | − |  | − |  | − |  | −  |  | − |
|        | 1978/79 | RC Strasbourg   | Division 1         | 2  |    | 0 |   | − |    | − |  | 1 |  | 0 |  | 3  |  | 0 |
|        | 1979/80 | RC Strasbourg   | Division 1         | 1  |    | 0 |   | − |    | − |  | − |  | − |  | 1  |  | 0 |
|        | 1980/81 | RC Strasbourg   | Division 1         | 8  |    | 0 |   | 1 |    | 0 |  | − |  | − |  | 9  |  | 0 |
| Celkem | Celkem  | Celkem          | 67                 | 4  | 12 | 2 | 1 | 0 | 80 | 6 |  |   |  |   |  |    |  |   |

### Manažerské
Aktuální k 11. prosinci 2014
| Tým                  | Od               | Do              | Záznamy | Záznamy | Záznamy | Záznamy | Záznamy   |
| Tým                  | Od               | Do              | Zápasy  | Výhry   | Remízy  | Prohry  | Výhry v % |
| -------------------- | ---------------- | --------------- | ------- | ------- | ------- | ------- | --------- |
| AS Nancy             | 1984             | 1987            | 114     | 33      | 30      | 51      | 28,95     |
| AS Monaco            | 1987             | 17. září 1994   | 266     | 130     | 53      | 83      | 48,87     |
| Nagoya Grampus Eight | 9. prosince 1994 | 30. září 1996   | 56      | 38      | 0       | 18      | 67,86     |
| Arsenal              | 1. října 1996    | 13. května 2018 | 1035    | 590     | 245     | 200     | 57,00     |
| Celkem               | Celkem           | Celkem          | 1471    | 791     | 328     | 352     | 53,77     |

## Trofeje

### Hráčské
RC Strasbourg
- Division 1: 1978/79

### Manažerské
AS Monaco
- Division 1: 1987/88
- Francouzský pohár: 1990/91

Nagoya Grampus Eight
- Císařský pohár: 1995
- Japonský superpohár: 1996

Arsenal
- Premier League: 1997/98, 2001/02, 2003/04
- FA Cup: 1997/98, 2001/02, 2002/03, 2004/05, 2013/14, 2014/15, 2016/2017
- Community Shield: 1998, 1999, 2002, 2004, 2014, 2015

Individuální
- Francouzský manažer roku: 2008
- J. League – manažer roku: 1995
- Onze d'Or – manažer roku: 2000, 2002, 2003, 2004
- Premier League – manažer roku: 1998, 2002, 2004
- Premier League – manažer měsíce: březen 1998, duben 1998, říjen 2000, duben 2002, září 2002, srpen 2003, únor 2004, srpen 2004, září 2007, prosinec 2007, únor 2011, únor 2012
- Asociace ligováých manažerů – manažer roku: 2002, 2004
- BBC Sports – trenér roku: 2002, 2004
- Asociace fotbalových novinářů – Tribute Award: 2005
- Anglická fotbalová síň slávy: 2006
- Mezinárodní federace fotbalových historiků a statistiků (IFFHS) – manažer desetiletí: 2001–2010

#### Státní vyznamenání
- rytíř Řádu čestné legie – Francie, 2002[144]
- čestný důstojník Řádu britského impéria – Spojené království, 2003[145]
- rytíř velkokomandér Dobročinného řádu afrického osvobození – Libérie, 2018 – udělil prezident George Weah[146][147]